# Cronache di Caserta
Cronache di Caserta è un quotidiano locale pubblicato e diffuso nella provincia di Caserta. La medesima casa editrice si occupa anche della diffusione del quotidiano Cronache di Napoli.

## Storia
Il quotidiano fu fondato il 5 marzo 1894 con il nome di Corriere di Caserta. Esso fu il primo giornale della provincia di Caserta. All'epoca della fondazione il quotidiano era stampato in formato lenzuolo.
Dopo una breve interruzione delle pubblicazioni negli anni '90, il quotidiano è tornato in edicola in formato berlinese.
Dall'agosto 2011 cambia nome in Cronache di Caserta e ne viene lanciata un'edizione napoletana (Cronache di Napoli), sfidando il predominio del quotidiano Il Mattino, dell'edizione napoletana del Corriere del Mezzogiorno e de la Repubblica.
Dal 21 marzo 2019, così come Cronache di Napoli, passa dal formato berlinese al formato tabloid.
Dal 26 febbraio 2024 è disponibile anche in edizione digitale.

## Controversie
Dopo la pubblicazione del romanzo Gomorra diversi giornalisti del quotidiano Cronache di Caserta e la società editrice del quotidiano, la Libra Editrice S.c.a r.l., intentarono causa per plagio nei confronti dello scrittore Roberto Saviano. A seguito della prima citazione per danni, notificatagli dai legali del giornalista di Cronache di Napoli Simone Di Meo, Saviano fu costretto a inserire in Gomorra la citazione di Di Meo quale autore del testo originale.
Quanto alle altre contestazioni, nel 2015 la Corte di Cassazione ha acclarato definitivamente il plagio di altri tre articoli di Cronache di Napoli e di Caserta in "Gomorra", rinviando alla Corte di Appello per la rideterminazione del danno che Saviano dovrebbe risarcire, precedentemente determinato in 60.000 euro più spese legali dalla Corte di Appello di Napoli.
Nonostante la condanna della Cassazione, i quotidiani la Repubblica, Il Mattino ed il Corriere del Mezzogiorno pubblicarono la notizia affermando di fatto che la pronuncia era stata favorevole a Saviano. Altri organi di informazione, tra i quali Il Sole 24 Ore, Wired, Dagospia e Iustitia, riportarono l'esito del giudizio accusando i primi di aver travisato la notizia. Anche L'Huffington Post Italia sottolineò questa incongruenza, senza però assumere posizioni critiche nei confronti di altri giornali.
Dopo che la Corte di Appello di Napoli ha rideterminato l'importo da risarcire da 60.000 a 6.000 euro, la Libra Editrice ha presentato un nuovo ricorso in Cassazione. Il primo dicembre del 2021 la Prima Sezione Civile della Corte di Cassazione, con ordinanza n. 39762/2021, ha rinviato nuovamente il giudizio alla Corte di Appello di Napoli per la rideterminazione dell'importo del risarcimento dovuto da Saviano e Mondadori in ragione dei "benefici realizzati illegalmente dall’autore della violazione".
Sin dalle prime fasi del procedimento, Roberto Saviano ha attaccato duramente Cronache di Caserta e di Napoli, additandoli quali giornali contigui alla camorra. Prima al Festival della Letteratura di Mantova, poi con un lungo monologo, senza contraddittorio, su Rai Tre, a Che tempo che fa, programma condotto da Fabio Fazio.
Anche Rosaria Capacchione, all'epoca giornalista del quotidiano Il Mattino, giornale concorrente di Cronache di Caserta con la sua edizione casertana nonché amica di Roberto Saviano, sentita in qualità di senatrice del Partito Democratico nella Commissione parlamentare contro la mafia del 2015, ha affermato che la distribuzione del Corriere di Caserta (il nome precedente del giornale) nelle carceri era stata esplicitamente proibita, onde evitare che i boss potessero ricevere tramite essi messaggi dall'esterno. Notizia mai confermata da alcuna fonte ufficiale né oggetto di procedimenti penali.
Nei suoi attacchi a Cronache di Napoli e Cronache di Caserta, Saviano ha sempre fatto leva su due episodi: uno è quello relativo all'allontanamento dall'ex Corriere di Caserta del giornalista anticamorra Enzo Palmesano, l'altro è quello che lui indica come un tentativo di delegittimare una vittima innocente di camorra, don Peppe Diana, ucciso dal clan dei Casalesi nel 1994.
Quanto alla prima vicenda, i fatti si sono svolti nei primi mesi dell'anno 2003, quando il Corriere di Caserta era diretto dal giornalista Gianluigi Guarino ed edito da una precedente società editrice, la Editoriale Corriere. A seguito del "licenziamento" del giornalista Palmesano (in realtà non vi fu licenziamento perché Palmesano era un collaboratore esterno), venne avviato un procedimento penale a carico di tale Francesco Cascella, genero del boss della camorra di Pignataro Maggiore Vincenzo Lubrano, accusato di aver minacciato per conto del boss il direttore Guarino per indurlo a non far più scrivere Palmesano sul suo giornale.
In questo processo, Guarino fu ascoltato in qualità di vittima delle minacce del boss. Minacce alle quali si sarebbe piegato escludendo il giornalista. Nella sentenza del Tribunale di Santa Maria Capua Vetere che chiudeva il primo grado del procedimento, si legge che Guarino allontanò per sua iniziativa il giornalista, assecondando le pressioni di Lubrano, nonostante l'estromissione "avrebbe verosimilmente comportato le rimostranze dell'editore".
In seguito lo stesso Guarino, in diversi articoli, ha dichiarato di aver allontanato di sua iniziativa il giornalista, giustificando il suo comportamento con il fatto che quest'ultimo era solito utilizzare pseudonimi. Nel corso degli anni, Saviano non ha mai attaccato Guarino o il giornale che egli dirige da ormai quindici anni, Casertace.net, attribuendo l'allontanamento del giornalista Palmesano alla Libra Editrice, che ai tempi del "licenziamento" non era la società editrice di Cronache di Napoli e Cronache di Caserta.
Quanto alla seconda vicenda, ovvero la presunta "diffamazione" contro il sacerdote Don Giuseppe Diana, Saviano fa riferimento a un articolo pubblicato sul Corriere di Caserta, intitolato "Don Peppe Diana era un camorrista". In tale articolo si faceva riferimento alla tesi della Procura della Repubblica di Santa Maria Capua Vetere, esposta in una conferenza stampa dall'allora procuratore Agostino Cordova in occasione dell'arresto dei presunti assassini del sacerdote di Casal di Principe. Il magistrato, in quell'occasione, ipotizzò che il prete fosse stato ucciso in quanto aveva custodito armi per conto di una fazione del clan dei Casalesi, durante una guerra di camorra.
Tale tesi fu riportata da diversi quotidiani tra i quali la Repubblica, il Corriere della Sera e Il Mattino, quest'ultimo con un articolo firmato proprio da Rosaria Capacchione. Saviano, però, nel parlare di quella tesi, l'ha più volte presentata come una ricostruzione di Cronache di Caserta, finalizzata a gettare discredito sul sacerdote per favorire i clan camorristici casertani. Tesi, quest'ultima, che non è mai stata oggetto di indagini da parte della Magistratura.
In ogni caso, il processo sull'omicidio di don Peppe Diana si concluse molti anni dopo quell'articolo con una sentenza che acclarava in maniera definitiva che il parroco era stato ucciso per il suo impegno anticamorra ma ormai da anni nessun giornale, nemmeno Cronache di Caserta, metteva in dubbio tale ricostruzione, emersa nel corso del processo. Anzi, sia durante il processo che successivamente furono pubblicati da Cronache di Caserta numerosi articoli nei quali si difendeva l'immagine del sacerdote e si sottolineava l'alto valore sociale del suo impegno anticamorra.
In una serie di inchieste pubblicate dal quotidiano la Repubblica, giornale per il quale Roberto Saviano scriveva, nel 2015, Roberto Saviano accusò le Cronache di Caserta di collusione con la camorra casertana, definendo il quotidiano e altre testate locali come "contigue alle organizzazioni criminali, fungono da loro uffici stampa, sono organo di propaganda dei messaggi tra clan"; Saviano accusò ancora le Cronache di Caserta di avere licenziato il cronista Enzo Palmesano su richiesta del boss Vincenzo Lubrano, a causa delle sue inchieste anti-camorra. In seguito a tali inchieste la Libra Editrice (editore delle Cronache di Caserta e delle Cronache di Napoli) sporge querela contro Saviano e la Repubblica per diffamazione a mezzo stampa. Il 4 novembre 2019, il Giudice per le indagini preliminari del Tribunale di Roma ha disposto l'archiviazione del procedimento penale nei confronti di Saviano e del giornalista de la Repubblica, facendo riferimento, nel provvedimento, alla vicenda del giornalista Palmesano e alla relazione della Commissione Parlamentare Antimafia contenente le dichiarazioni della giornalista Rosaria Capacchione.
In ogni caso, nessun giornalista dell'ex Corriere di Caserta, di Cronache di Napoli e di Cronache di Caserta è mai stato indagato o processato per ipotesi di reato relative alla partecipazione o a qualsivoglia forma di supporto alla criminalità organizzata. Viceversa, diversi giornalisti di entrambe le testate hanno ricevuto gravi minacce dalla camorra.
Nel dicembre del 2024 il Tribunale di Santa Maria Capua Vetere ha decretato che la titolazione «Don Diana era un camorrista» è diffamatoria nei confronti del sacerdote di Casal di Principe (la sentenza tra l'altro riscontra il "chiaro intento della scrivente giornalista di infangare la memoria di Don Peppino Diana") ed ha ha condannato la società Libra Editrice e l’autrice dell’articolo, Maria Concetta Palomba, al risarcimento del danno non patrimoniale nei confronti della famiglia Diana con 100 mila euro.